# براندان دولان
براندان دولان (بالإنجليزية: Brendan Dolan)‏ هو مجدف أيرلندي، ولد في 30 نوفمبر 1966 في دبلن في جمهورية أيرلندا.

## وصلات خارجية
- براندان دولان على موقع الاتحاد الدولي للتجديف (الإنجليزية)
- براندان دولان على موقع اللجنة الأولمبية الدولية (الإنجليزية)
- براندان دولان على موقع أوليمبيديا (الإنجليزية)